# بيتر بيري
بيتر بيري (بالإنجليزية: Peter Perry)‏ (11 أبريل 1936 المملكة المتحدة - 19 أبريل 2011) هو لاعب كرة قدم بريطاني سابق كان يلعب كمدافع.